# Асфендиаров, Санджар Джафарович
Санджар (Санжар, Сейд) Сейтджафарович (Сейтжапарович) Асфендиаров (каз. Санжар Сейітжафарұлы Асфендиаров (Аспендияров); 20 октября 1889, Ташкент — 25 февраля 1938, Алма-Ата) — военный врач, государственный деятель (нарком здравоохранения, нарком земледелия Туркестанской АССР, нарком здравоохранения Казахской АССР), учёный; профессор.

## Биография
Родился в семье военного переводчика при Туркестанском генерал-губернаторе. Потомок хана Абулхаира.
В 1907 году окончил Ташкентское реальное училище (1898—1907), в 1912 — Императорскую Военно-медицинскую академию.
С 1913 года служил военным врачом:
- март — ноябрь 1913 — младший врач 10-го Туркестанского стрелкового полка (урочище Термез),
- ноябрь 1913 — май 1914 — старший врач 9-го Туркестанского стрелкового полка,
- май — август 1914 — временно исполняющий обязанности бригадного врача 3-й Туркестанской стрелковой бригады,
- 8-19 августа 1914 — старший врач 19-го Туркестанского стрелкового полка,
- старший врач 5-го Туркестанского стрелкового полка.

С августа 1915 — на фронтах Первой мировой войны; под Лодзью в декабре 1914 попал в плен, находился в немецких концентрационных лагерях Кутно, Торн, Александровка. В декабре 1915 года при содействии Международного Красного Креста по обмену военнопленных через Швецию вернулся в Петербург.
С января 1916 года служил ординатором 130-го сводного эвакуационного госпиталя, с февраля — заведующим санитарной частью Ташкентской дисциплинарной роты, Ташкентской караульной команды и Туркестанских нештатных батарей, с апреля 1916 по февраль 1917 — старшим врачом Ташкентской дружины государственного ополчения.
В 1917 состоял членом Бухарского областного, Ташкентского областного, Ташкентского краевого Советов рабочих и солдатских депутатов, членом Президиума и председателем исполкома Ташкентского совета мусульманских рабочих депутатов. В феврале участвовал в работе (был членом президиума) І Чрезвычайного съезда рабочих, солдатских и дехканских депутатов мусульман Туркестана (Коканд). В 1918—1919 годы служил в РККА; в 1918 участвовал в борьбе против эмира бухарского, состоял членом Центральной комиссии по борьбе с голодом; в 1919 году служил военным врачом Черняевского (1-го Чимкентского советского) полка. В мае 1919 года вступил в члены РКП(б).
С 1919 по 1925 занимал ряд партийных и советских должностей в Туркестанской АССР:
- 1919—1920 — народный комиссар здравоохранения Туркестанской АССР
- 1920 — народный комиссар земледелия хозяйства Туркестанской АССР[9]
- с 19 июля 1920 — член Временного ЦК КП(б) Туркестана, член Исполнительного бюро ЦК КП(б) Туркестана
- с августа 1921 по 1924 год — член ЦК КП(б) Туркестана, одновременно:
  - член Туркестанского бюро ЦК РКП(б) (1921)
  - член Киргизского (Казахского) отдела при ЦИК Туркестанской АССР (с декабря 1921)
  - полномочный представитель Туркестанской АССР при СНК РСФСР, член коллегии Народного комиссариата по делам национальностей РСФСР (1921—1922)
  - член Особой комиссии ВЦИК по землеустройству (1921—1922)
  - заведующий Отделом водного хозяйства Народного комиссариата земледелия Туркестанской АССР (1922)
  - заместитель наркома земледелия Туркестанской Республики (1922—1923)
  - заместитель ответственного секретаря, затем — третий секретарь ЦК Компартии Туркестана (1923—1924)
  - народный комиссар здравоохранения Туркестанской АССР (1923—1924)
  - член Среднеазиатского бюро ЦК РКП(б) (1923—1924)
  - полномочный представитель КазЦИК в Узбекской ССР (1925).

Избирался делегатом XIV съезда ВКП(б) (1925) с совещательным голосом.
В 1925—1928 годы — член Президиума ЦИК СССР; одновременно исполнял должности:
- секретарь Совета Национальностей ЦИК СССР (21.5.1925 — 27.4.1927)[10][11]
- заместитель секретаря ВЦИК (1926)
- председатель комиссии по улучшению труда и быта трудящихся женщин при Президиуме ВЦИК (1926)
- член редакционной коллегии журнала «Власть Советов» (1926)
- директор Московского института востоковедения (1927—1928)
- профессор 2-го МГУ (1927—1928)[7]
- член президиума Всесоюзного центрального комитета нового тюркского алфавита (1927—1928)
- заместитель директора, директор Научно-исследовательского института этнических и национальных культур народов Востока СССР при ЦИК СССР (1927—1928)
- заместитель председателя президиума Комиссии по изучению литературы народов Советского Востока при Коммунистической Академии (1928).

В 1928 году переехал в Алма-Ату, проживал в бывшем Доме-квартире директора Мужской гимназии.
В 1928—1931 годы — ректор Казахского педагогического института (Казахского государственного университета); заведующий кафедрой истории Казахского пединститута. Одновременно являлся членом коллегии Народного комиссариата просвещения Казакской АССР (с 19 июня 1929), член коллегии Отдела агитации, пропаганды и печати Казакского краевого комитета ВКП(б) (с 22 сентября 1929), председателем Центрального бюро краеведения Казакской АССР (с 1930).
С февраля 1931 по 1933 год — директор Казахского медицинского института, одновременно — народный комиссар здравоохранения Казакской АССР.
С апреля 1933 — заместитель председателя Казахстанской базы (Казахского филиала) Академии наук СССР; одновременно — руководитель историко-археографической комиссии Казахского филиала АН СССР (1936—1937), заведующий сектором истории Казахского НИИ национальной культуры; заместитель народного комиссара просвещения Казакской АССР, начальник управления университетов, науки и библиотек Казахстана (ноябрь 1933 — 25.6.1934). Вместе с Сакеном Сейфуллиным, Сейткали Мендешевым, Беймбетом Майлиным, Султанмахмутом Торайгыровым в годы работы Казахском научно-исследовательским институте национальной культуры, в независимые годы переименованный как Казахский научно-исследовательский институт культуры, С. Асфендияров в первые годы работы в Институте проделали значительный объём работы по сбору казахского фольклора, истории, этнографии казахов, систематизации полученных данных, формированию научно-теоретического и публицистического базиса, который стал опорой для стремительного роста казахского патриотизма.
Арестован 22 августа 1937 года. 27 сентября 1937 года решением бюро Алма-Атинского горкома исключён из партии «как контрреволюционер-националист и арестован органами НКВД». Выездной сессией Военной коллегии Верховного суда СССР в Алма-Ате 25 февраля 1938 года по ст. 58-1а-2-8-9-11 УК РСФСР приговорён к высшей мере наказания. Расстрелян в Алма-Ате в тот же день.
Реабилитирован 26 мая 1958 года Верховным судом СССР за отсутствием состава преступления.

### Семья
Отец — Сейтжафар (Саид Джафар, Джафар) Асфендиаров (1845, Уральская область — 1928, Ташкент, Узбекская ССР), военный переводчик при туркестанском генерал-губернаторе, генерал-майор, кавалер бухарского ордена Золотой звезды 1-й степени.
Мать — Гуландам Кошкарбаевна Касымова, потомок хана Абылай хана, внучка Касыма Абылайханова.
Старшие братья — Сейд Абулхаир, Нуреддин, младший брат — Мансур.
Старшие сёстры — Фатима, Айша, Гульсум (1880—1937) и Анель (1899, Ташкент, Туркестанское генерал-губернаторство — 1961, Ленинград, СССР) (жена генерал-майора медицинской службы Н. Рагозы). Гульсум как раз заканчивала обучение в Женском медицинском институте, когда к ней в Санкт-Петербург приехал юный Санжар. Санжар «хотел поступить в университет, однако, из-за некоторых неурядиц, оказался в числе курсантов Военно-медицинской академии». Гульсум Асфендиарова, «первая врач-казашка», стала надёжным соратником Санджара в бурные годы становления Советской власти в Туркестане.
Жена (с 1916) — Рабига Сералиевна (1893, Самарканд —1954, Ташкент), дочь С. М. Лапина (1868—1919), лидера партии «Шура Улема», востоковеда, тюрколога. Была репрессирована в 1938, провела несколько лет в Акмолинском лагере жён изменников Родины, освобождена в 1943 году. Реабилитирована 31 марта 1958 года решением военного Трибунала Туркестанского военного округа.
Дочери:
- Алия, выпускница Института иностранных языков им. Мориса Тереза;
- Адалят.

## Научная деятельность
Автор работ по истории партийных организаций Казахстана и Средней Азии.

### Избранные труды
- Асфендиаров С. Д. Ислам и кочевое хозяйство // Атеист. — 1930. — № 58. — С. 3-18.
- Асфендиаров С. Д. Историческое прошлое Казахстана // Казахстан. — М., 1936. — С. 61-84.
- Асфендиаров С. Д. История Казахстана (с древнейших времён). — Алма-Ата; М.: Казах. краев. издательство, 1935. — Т. 1. — 259+5 с.
- Асфендиаров С. Д. История национально-революционных движений на Востоке: (Задание 1). — [Кзыл-Орда]: Казак. гос. издательство, 1932. — (Заочный педагогический институт / Заоч. сектор при Казак. педагогическом институте; 2 курс)
  -  — [Алма-Ата] : Б. и., [1932]. — (Заочный педагогический институт / Историко-экономическое отделение; 2 курс)
- Асфендиаров С. Д. История национально-революционных движений на Востоке: Задание 2. — [1932]. — 23 с.
- Асфендиаров С. Д. Материалы к изучению истории Востока. — Самарканд; Ташкент: Узбекское Гос. издательство, 1928. — Ч. 1: Причины возникновения ислама. — 70 с.
- Асфендиаров С. Д. Национально-освободительное восстание 1916 года в Казахстане. — Алма-Ата ; М.: Казах. краев. изд-во, 1936. — 150+2 с.
- Асфендиаров С. Д. О казахском эпосе // Труды Казахского НИИ национальной культуры. — Алма-Ата, 1935. — Вып. 1. — С. 132—151.
- Асфендиаров С. Д. О некоторых основных вопросах истории казахов // Большевик Казахстана. — 1933. — № 10. — С. 29-38.
- Асфендиаров С. Д. Очерки истории казахов. — Кзыл-Орда, 1935. (казах.)
- Асфендиаров С. Д. Проблема нации и новое учение о языке // НВ. — 1928. — № 22. — С. 169—183.
- Дембо Г. И. Подвижные обследовательски-лечебные отряды и их значение в организации медпомощи сельскому населению в Средней Азии : (По данным работы отрядов в Туркестане в 1924 г.) / Под ред. и с предисл. С. Д. Асфендиарова. — Ташкент: Наркомздравы Узб. и Кирг. республик, 1925. — 89 с.
- Дембо Г. И. Санитарно-лечебное дело в Туркреспублике и план его развития / Под ред. [и с предисл.] Нар. ком. здрав. Туркреспублики С. Д. Асфендиарова. — Ташкент: Туркнаркомздрав, 1924. — 6+112+56 с.
- Дембо Л. И. Систематический справочник по организации медико-санитарного дела Р.С.Ф.С.Р. и Т.С.С.Р. / С предисловием наркома здравоохранения ТССР С. Д. Асфендиарова. — Ташкент: Дом сан. просвещения, 1924. — 68 с.
- Малярия в Средней Азии. — [Ташкент]: Наркомздрав Узбекистана, 1925. — Вып.1: Доклады на III Всетуркестанском противомалярийном совещании / Под ред. проф. А. Д. Грекова и Г. И. Дембо с предисл. наркома здравоохранения С. Д. Асфендиарова. — 4+92 с.
- Прошлое Казахстана в источниках и материалах / Под ред. проф. С. Д. Асфендиарова. — Алма-Ата ; М.: Казахстан. краев. изд-во, 1936.
  - Сб. 1: V в. до н. э. — XVIII в. н. э. / Под ред. проф. С. Д. Асфендиарова и П. А. Кунте. — 1935.
  - Сб. 2: 2 половина XVIII столетия до 1860-70 гг. — 1936. — 293+2 с.

## Память
Имя С. Д. Асфендиарова носят:
- Казахский национальный медицинский университет (Алма-Ата, с 11 января 1989)
- улица в Алма-Ате, Астане и Кызылорде.

На доме 29 по ул. Толе би, где С. Д. Асфендиаров жил в 1928—1938 годы, установлена мемориальная доска.
В главном учебного корпусу Казахского национального медицинского университета установлен мраморный бюст.